# Ibrahima Cissé (futbolista nacido en 2001)
Ibrahima Cissé  (Dreux, 15 de febrero de 2001) es un futbolista francés, nacionalizado maliense, que juega en la demarcación de defensa para el FC Schalke 04 de la 2. Bundesliga.

## Selección nacional
Tras jugar en las categorías inferiores de la selección, finalmente el 19 de noviembre de 2024 hizo su debut con la selección de fútbol de Malí en un encuentro de clasificación para la Copa Africana de Naciones de 2025 contra Suazilandia que finalizó con un resultado de 6-0 a favor del combinado maliense tras los goles de El Bilal Touré, Kamory Doumbia, Mamadou Doumbia y un triplete de Nene Dorgeles.

## Clubes
| Club             | País     | Año       | Partidos | Goles |
| ---------------- | -------- | --------- | -------- | ----- |
| KAA Gent         | Bélgica  | 2021-2022 | 3        | 0     |
| FC Schalke 04 II | Alemania | 2022-     | 24       | 5     |
| FC Schalke 04    | Alemania | 2022-     | 9        | 1     |